# Кашковка
Кашковка — деревня в Красногорском районе Брянской области России. Входит в состав Любовшанского сельского поселения.

## История
Упоминается с середины XVIII века как владение Киево-Печерской лавры, в составе Попогорской волости (на территории Новоместской сотни Стародубского полка); казачьего населения не имела. С 1782 по 1921 в Суражском уезде (с 1861 - в составе Поповогорской волости); в 1921-1929 в Клинцовском уезде (та же волость, с 1922 - Красногорская). До 1954 - центр Кашковского сельсовета; в 1954-1960 и 1989-2005 в Верхличском сельсовете, в 1960-1989 в Любовшанском сельсовете.

## География
Деревня находится в западной части Брянской области, в зоне хвойно-широколиственных лесов, в пределах восточной окраины Полесской низменности, на левом берегу реки Беседи, при автодороге 15Н-1514, на расстоянии примерно 8 км (по прямой) к юго-западу от посёлка городского типа Красная Гора, административного центра района. Абсолютная высота — 134 м над уровнем моря.

### Климат
Климат характеризуется как умеренно континентальный. Среднегодовая многолетняя температура воздуха составляет 10 °С. Средняя температура воздуха самого тёплого месяца (июля) — 23,9 °C (абсолютный максимум — 32 °C); самого холодного (января) — −3,8 °C (абсолютный минимум — −25 °C). Безморозный период длится в среднем 170—190 дней. Среднегодовое количество атмосферных осадков составляет 550—600 мм.

### Часовой пояс
Деревня Кашковка, как и вся Брянская область, находится в часовой зоне МСК (московское время). Смещение применяемого времени относительно UTC составляет +3:00.

## Население
| 2010 | 2013 |
| ---- | ---- |
| 59   | ↘52  |

### Национальный состав
1340 человек (1901), в национальной структуре населения русские составляли 97 % из 118 человек (2002).